# Leuciscus vorax
Leuciscus vorax – gatunek słodkowodnej ryby z rodziny karpiowatych (Cyprinidae).

## Występowanie
Syria oraz górna część dorzecza Eufratu.

## Opis
Osiąga 102 cm długości i 10 kg masy ciała.